# Iannis Xenakis
Iannis Xenakis (Ιάννης Ξενάκης, també transliterat en francés com a Yannis Xénakis), (Brăila, Romania, 29 de maig de 1922 - París, 4 de febrer de 2001), compositor i arquitecte d'ascendència grega i nacionalitzat francès, país en què va passar gran part de la seua vida. És aclamat com un dels compositors més importants de la música del segle XX.

## Biografia
Als deu anys es va traslladar amb la seua família a Grècia, començant després estudis d'enginyeria a Atenes. Els seus estudis es van interrompre el 1941 amb l'ocupació nazi al seu país. Va participar en la Resistència grega durant la Segona Guerra Mundial, i en la primera fase de la Guerra civil grega com a membre de la companyia d'estudiants Lord Byron de l'Exèrcit Popular d'Alliberament Grec (ELAS). El gener de 1945 va rebre una greu ferida d'obús en un costat de la cara que el va dur a la vora de la mort, provocant-li la pèrdua d'un ull i desfigurant-li part del rostre. El 1946 va poder finalitzar els seus estudis obtenint el títol d'enginyer, però va ser perseguit a causa del seu activisme polític, i condemnat a mort. Va aconseguir escapar i, gràcies a un passaport fals, travessar la frontera rumb a França el 1947.
Instal·lat a París, el 1948 va ingressar en l'estudi del famós arquitecte Le Corbusier com a enginyer calculista. Aviat va començar a col·laborar en els projectes de diverses obres importants eixides de l'estudi de Le Corbusier durant aquests anys, com les unitats habitacionals de Nantes (1949), Briey-en-Forêt i Berlín-Charlottenburg (1954), els diferents edificis constitutius del plans d'urbanització de Chandigarh a l'Índia (1951), i el Centre Esportiu i Cultural de Bagdad (1957). En aquestes obres Xenakis va aplicar els mateixos processos compositius i estètics que en les seues obres musicals de l'època.
Xenakis va col·laborar amb Le Corbusier en els projectes de dos importants obres de l'arquitectura del segle XX: el convent de Sainte-Marie-de-la-Tourette (1953) i, especialment, el pavelló Philips de l'Exposició Internacional de Brussel·les de 1958, basat en les mateixes estructures que la seua obra orquestral Metàstasi de 1953-1954. Per a l'interior del pavelló se li va encarregar a Edgar Varèse que en realitzara la música, qui va compondre el seu Poème Électronique, i el mateix Xenakis va compondre Concret PH que s'escoltava en els interludis entre les presentacions de l'obra de Varèse. Va escriure llibres com "Música i arquitectura", traduït al català per Anna Bofill, pianista i arquitecta catalana serialista.
Durant aquests anys, Xenakis va començar paral·lelament els seus estudis de composició a París, primer amb Arthur Honegger i Darius Milhaud, amb els quals no es va entendre massa bé, i finalment amb Olivier Messiaen, amb qui sí que va estudiar regularment a partir de 1952. El 1955 Hans Rosbaud va dirigir en el Festival de Donaueschingen la seua primera obra important per a orquestra: Metàstasi. Aquesta peça i les que van seguir, notablement Phitoprakta de 1955-1956, i Achorripsis de 1956-1957, així com articles publicats en els Gravesaner Blätter, la revista que dirigia Hermann Scherchen, li van donar a Xenakis una notorietat que finalment li va permetre dedicar-se exclusivament a la composició.
El 1963 va publicar Musiques formelles, posteriorment revisada, expandida i publicada en anglés com Formalized Music: Thought and Mathematics in Composition  el 1971, i novament ampliada i revisada per a la segona i definitiva edició de 1990; una col·lecció d'assajos sobre les seues idees musicals i tècniques compositives, considerada una de les contribucions més importants a la teoria de la música del segle xx.
Pioner de l'ús dels computadors en la composició musical algorísmica, Xenakis va fundar el 1966 l'EMAMu, conegut a partir de 1972 com CEMAMu (Centre d'Études de Mathématique et Automatique Musicales), institut dedicat a l'estudi d'aplicacions informàtiques en la música. Ací Xenakis va concebre i va desenvolupar el sistema UPIC, que permet la realització sonora directa de la notació gràfica que s'efectua sobre una targeta.
Casat amb l'escriptora Françoise Xenakis.

## Obra
Ja en Metàstasi, Xenakis mostra un allunyament radical de les tendències preponderants en l'avantguarda de l'època, dominada pel serialisme i el post-serialisme. L'obra planteja densos blocs sonors, amb els instruments de corda fent glissandos de diferents velocitats, configuren masses i superfícies de variades textures. Però a més de la seua radical estètica "brutalista", aquesta obra va resultar revolucionària per la seua modalitat compositiva, en la qual les densitats, les textures, i els comportaments individuals dels esdeveniments estaven determinades per processos formals basats en lleis estadístiques i probabilístiques. D'aquesta manera Xenakis es mostra igualment distant del pensament d'ordenament lineal dels serialistes i post-serialistes, com de la indeterminació aleatòria que havia iniciat John Cage, i que estava començant a tenir les seues repercussions entre els compositors europeus.
En "La crise de la musique sérielle", Xenakis va plantejar les seues crítiques a la tècnica serial (el que ell denominava "pensament lineal"), escrivint el següent respecte al grau de complexitat a què havia arribat el contrapunt serial: "La polifonia lineal es destrueix per la seua pròpia complexitat; el que s'escolta no és en realitat més que una massa de notes en diversos registres. L'enorme complexitat impedeix l'oient seguir l'entramat de les línies, i té com a efecte macroscòpic una dispersió irracional i fortuïta de sons al llarg de tota l'extensió de l'espectre sonor. Hi ha per tant una contradicció entre el sistema polifònic lineal i el resultat percebut, que és d'una superfície o massa. Aquesta contradicció inherent a la polifonia desapareix quan la independència del so és total." (1)
Com a alternativa va proposar la utilització de models matemàtics en la composició musical, creant "un món de masses sonores, vastos grups d'esdeveniments sonors, núvols i galàxies governades per noves característiques com la densitat, grau d'orde, nivell de canvi, les quals requereixen definicions i realitzacions usant la teoria de probabilitat" (2). Per a Xenakis aquesta nova concepció era de fet més general que el pensament lineal, que podia ser inclòs com un cas particular, reduint la densitat dels núvols. Xenakis crea d'aquesta manera la "música estocàstica".
Alguns dels procediments utilitzats en les seues composicions inclouen la teoria de probabilitats (teoria cinètica de gasos de Maxwell-Boltzmann en Pithoprakta, distribució aleatòria de punts en un pla en Diamorphoses, restriccions mínimes en Achorripsis, distribució gaussiana en ST/10 i Atrées, cadenes de Markov en Analogiques), la teoria de jocs (en Duel i Stratégie), la teoria de grups (en Gnoms Alpha), i l'àlgebra booleana (en Herma i Eonta). D'acord amb el seu ús de teories probabilístiques, moltes de la peces de Xenakis són, en les seues pròpies paraules, "una forma de composició que no és l'objecte en si, sinó una idea en si, açò és, el començament d'una família de composicions".
(1) "La crise de la musique sérielle", Gravesaner Blätter, núm. 1, de juliol de 1956.
(2) "Vers une métamusique", La Nef, núm. 29, 1967.

## Obres
Algunes de les seves obres més destacades són:
- Metàstasi (part tercera del tríptic Anastenaria) (1953-1954), per a orquestra de 61 músics
- Pithoprakta (1955-1956), per a orquestra de 49 músics
- Eonta (1963), per a piano i 5 instruments de vent
- Oresteïa (1965-1966), sobre textos d'Èsquil, suite per a cor infantil, cor mixt amb accessoris i conjunt de 12 músics
- Terretektorh (1965-1966), per a 88 músics dispersats entre l'audiència
- Medea (1967), música escènica sobre textos de Sèneca, per a cor masculí tocant ritmes amb campanetes i 5 músics
- Nomos Alpha (1966), per a violoncel solista
- Polytope de Montréal (1967), espectacle de llum i so per a 4 orquestres idèntiques de 15 músics
- Nuits (1967), sobre poemes sumeris, assiris, aqueus i altres, per a 12 veus mixtes solistes o cor mixt
- Nomos Gamma (1967-1968), per a 98 músics dispersats entre l'audiència
- Anaktoria (1969), per a conjunt de 8 músics
- Kraanerg (1968-1969), música per a ballet, per a orquestra i cinta magnètica de 4 canals
- Persephassa (1969), per a 6 percussionistes
- Persèpolis (1971), per a llum i so (cinta magnètica de 8 canals)
- Cendrées (1973), per a cor mixt de 72 (o 36) cantants entonant poemes d'Iannis Xenakis i 73 músics
- N'Shima (1975), sobre paraules i poemes hebreus, per a 2 mezzosopranos (o contralts) i 5 músics
- Jonchaies (1977), per a orquestra de 109 músics
- Pléïades (1978), per a 6 percussionistes
- Pour Maurice (1982) per a baríton i piano
- Shaar (1983), per a gran orquestra de corda
- Jalons (1986), per a conjunt de 15 músics
- Keqrops (1986), per a piano solista i orquestra de 92 músics
- Kassandra (Oresteïa II) (1987), per a baríton amplificat (també tocant un saltiri de 20 cordes) i percussió
- La Déesse Athéna (Oresteïa III) (1992), per a baríton solista i conjunt mixt d'onze instruments